# Hilaira canaliculata
Hilaira canaliculata là một loài nhện trong họ Linyphiidae.
Loài này thuộc chi Hilaira. Hilaira canaliculata được James Henry Emerton miêu tả năm 1915.